# Гармаш Микола Кузьмович
Мико́ла Кузьмо́вич Га́рмаш (4 лютого 1903 — 2 листопада 1991) — український радянський аграрій і державний діяч, Герой Соціалістичної Праці (1958).
Обирався депутатом Верховної Ради УРСР 4-го (1955—1959) і 5-го (1959—1963) скликань, делегатом ХХІІ з'їзду КПРС (1961), делегатом ІІІ-го Всесоюзного з'їзду колгоспників (1969).

## Життєпис
Народився в селі Піски Горбовської волості Чернігівського повіту Чернігівської губернії Російської імперії (нині — Чернігівський район Чернігівської області) в багатодітній селянській родині. В роки Першої світової війни втратив батька, який загинув на фронті. Закінчивши у 1915 році початкову школу, почав трудову діяльність у наймах.
З 1935 по 1977 роки — голова колгоспу «Новий шлях» Чернігівського району.
У березні 1977 року М. К. Гармаш вийшов на заслужений відпочинок.

## Нагороди
- медаль «Серп і Молот» Героя Соціалістичної Праці (1958).
- чотири ордени Леніна (1950, 1952, 1953, 1958).
- орден Жовтневої Революції (1971).
- орден Трудового Червоного Прапора.
- медалі.
- Заслужений працівник сільського господарства УРСР (1975).
- Почесна грамота Президії Верховної Ради Української РСР (1963, 8.10.1966, 1987).